# 구본웅
구본웅(具本雄, 1906년 3월 7일 ~ 1952년 2월 2일)은 일제강점기와 대한민국의 친일파이자 서양화가, 조각가, 미술평론가이다. 아호는 서산(西山)이다.

## 생애
한성부의 부유한 가정에서 태어났다. 아버지는 출판사인 창문사(彰文社) 사장을 지낸 언론인이자 기업인 구자혁이고, 숙부가 조선기독교청년회연합회 총무로 활동한 기독교 계열의 유력 인사 구자옥이다. 어머니가 구본웅을 낳고 일찍 사망한 뒤 어릴때 돌보는 사람의 실수로 척추를 다쳐서 지체장애인이 되었다.
경신고등보통학교 재학 중에 고려미술회의 고희동에게서 본격적으로 서양화를 배웠다. 이후 조각가 김복진에게 사사하여 화가이면서도 조각에 많은 관심을 보이게 되었다. 1921년 조각 부문에서 조선미술전람회에 〈얼굴습작〉으로 특선으로 입상한 뒤 일본에 유학했다.
일본에서는 가와바타 미술학교를 거쳐 니혼 대학에서는 미술이론을, 다이헤이요 미술학교에서 유화를 공부하는 등 다채로운 교육을 받았다. 다이헤이요 미술학교 재학 중 이미 두 차례의 개인전을 여는 등 활발히 활동하다가 1933년에 귀국하였다. 이듬해 서양화가 단체인 목일회를 창립했고, 1938년에는 《청색지》를 창간해 약 2년 동안 발행했다. 종합문예지인 《청색지》는 이상, 이육사 등의 작품이 실린 수준 높은 잡지였다.
구본웅의 화풍은 기본적으로 다양한 작품 세계를 보여주고 있으나, 색채가 강렬하고 붓질이 거칠어 야수파 계열로 분류된다. 대표작으로 여성의 신체를 과장되게 묘사한 〈여인〉(1930년), 초등학교 동창인 작가 이상을 그린 〈우인상〉(1935년) 등이 있다. 형태의 왜곡과 어두운 색조를 통한 강한 주관성이 중요한 특징 중 하나이며, 일찍부터 표현주의적 경향을 받아들여 대표적인 모더니스트로도 불린다.
한국 전쟁 중 피난했다가 서울로 복귀하여 《서울신문》 제작에 참여한 것이 마지막 활동이 되었다. 1954년 유작전이 열렸고, 1974년에는 유작전과 더불어 시화첩 《허둔기》가 출간되었다.

## 가족 및 친척 관계
- 아버지: 구자혁
- 아들: 구환모, 구상모, 구순모
- 딸: 구원모, 구정모, 구근모, 구희모, 구춘모
- 숙부: 구자옥 - 해방 직후의 첫 경기도지사이자 대한민국의 1대, 2대 경기도지사
- 의붓어머니: 변동숙
- 의붓이복이모: 변동림 - 구본웅의 계모인 변동숙의 이복 누이동생이다.
- 의붓이복이모부: 이상 - 변동림의 1번째 남편이다.
- 의붓이복이모부: 김환기 - 변동림의 2번째 남편이다.
- 외손녀: 강수진 - 구본웅의 딸인 구근모의 딸이다.

## 학력
- 경성 신명보통학교 졸업
- 경성 경신고등보통학교 졸업
- 일본 도쿄 가와바타 미술학교 전문학사
- 일본 도쿄 다이헤이요 미술학교 전문학사
- 일본 니혼 대학교 미술학과 학사

## 같이 보기
- 목일회
- 구자옥
- 이상

## 참고자료
- 구본웅(具本雄) - 한국학중앙연구원
- 구광모 (2002년 11월). “‘友人像’과 ‘女人像’ - 구본웅 이상 나혜석의 우정과 예술”. 《신동아》 (518호): 630~665쪽.